# Frances Stewart
Frances Teresa Stewart (Parijs, 8 juli 1647 - Lennoxlove House, 15 oktober 1702) was een Engelse edelvrouwe en was gehuwd met hertog Charles Stewart. Zij stond model voor vrouwe Britannia.

## Biografie
Frances Stewart werd in Parijs geboren als de dochter van Walter Stewart, de hofarts van koningin Henriëtta Maria van Frankrijk, een verre verwant van de koninklijke familie. In 1662 werd ze naar Engeland gestuurd om daar te dienen als de hofdame van koningin Catharina van Bragança. Kort na haar komst aan het hof werd koning Karel II van Engeland verliefd op haar. Samuel Pepys omschreef haar als "de grootste schoonheid die ik in mijn leven ooit heb gezien". Toen de koningin het jaar daarop ziek werd werd er volop gespeculeerd over het feit dat Frances Stewart de nieuwe gemalin van de koning zou worden. Ze zou echter niet op zijn avances ingaan.
In 1666 maakte hofschilder Peter Lely een reeks portretten die later de Windsor Beauties genoemd zouden worden. In deze reeks werd ook Frances Stewart door hem geportretteerd en hij modelleerde haar naar de Romeinse godin Diana. Na de Slag bij Lowestoft werd door de Engelse munt een gedenkpenning voor de slag geslagen en hierop was vrouwe Britannia te zien. Voor de afbeelding van Britannia stond Frances Stewart model.
In maart 1667 trouwde ze met hertog Charles Stewart en met de titel van hertogin van Lennox keerde ze terug naar het hof. Twee jaar later werd haar lichaam misvormd nadat ze de pokken had opgelopen. Op 15 oktober 1702 overleed ze en werd ze bijgezet in de Richmond grafkelder in de Westminster Abbey.